# Las bodas de Blanca
Las bodas de Blanca es una película española de drama estrenada el 17 de noviembre de 1975, dirigida por Francisco Regueiro y protagonizada en los papeles principales por Concha Velasco, Francisco Rabal y Javier Escrivá.

## Sinopsis
La película cuenta la historia de Blanca, una mujer que desea desesperadamente ser madre. Ella es pareja de José y van a casarse, pero ambos se enteran de que él no puede tener hijos porque es estéril. Esto provoca que Blanca abandone a José poco antes de que se celebre la boda. Pasado el tiempo, ella rehace su vida con Antonio  y, a pocos minutos de casarse con él, huye de la iglesia asustada. Se dirige a la estación para coger un tren que le lleve lejos de la vida que ha tenido hasta ahora. El destino quiere que en esa misma estación se encuentre con José, su primer novio y al que abandonó tiempo atrás. Pese al tiempo que ha pasado, parece que ambos siguen enamorados, por lo que deciden pasar la noche juntos. Al día siguiente se dan cuenta de que nada ha cambiado entre los dos.

## Reparto
- Concha Velasco como Blanca.
- Isabel Garcés como Tía de Blanca.
- Javier Escrivá como José.
- Francisco Rabal como Antonio.
- José Calvo como Cuñado de Antonio.
- Charo Soriano como	Hermana de Antonio.
- Claudia Gravy como	Julia, amante de José.
- Loreto Antonia Samba como Monja de color.
- Emilio Fornet como	Alejandro.
- María Álvarez como Monja #1.
- Alfonso Castizo como Camarero.
- Javier de Rivera como Padre de Blanca.
- José Luis Rubio como Ruso.
- Paula Gardoqui como Monja #2.